# Mirabilicoxa similis
Mirabilicoxa similis är en kräftdjursart. Mirabilicoxa similis ingår i släktet Mirabilicoxa och familjen Desmosomatidae. Inga underarter finns listade i Catalogue of Life.